# Gwara jabłonkowska

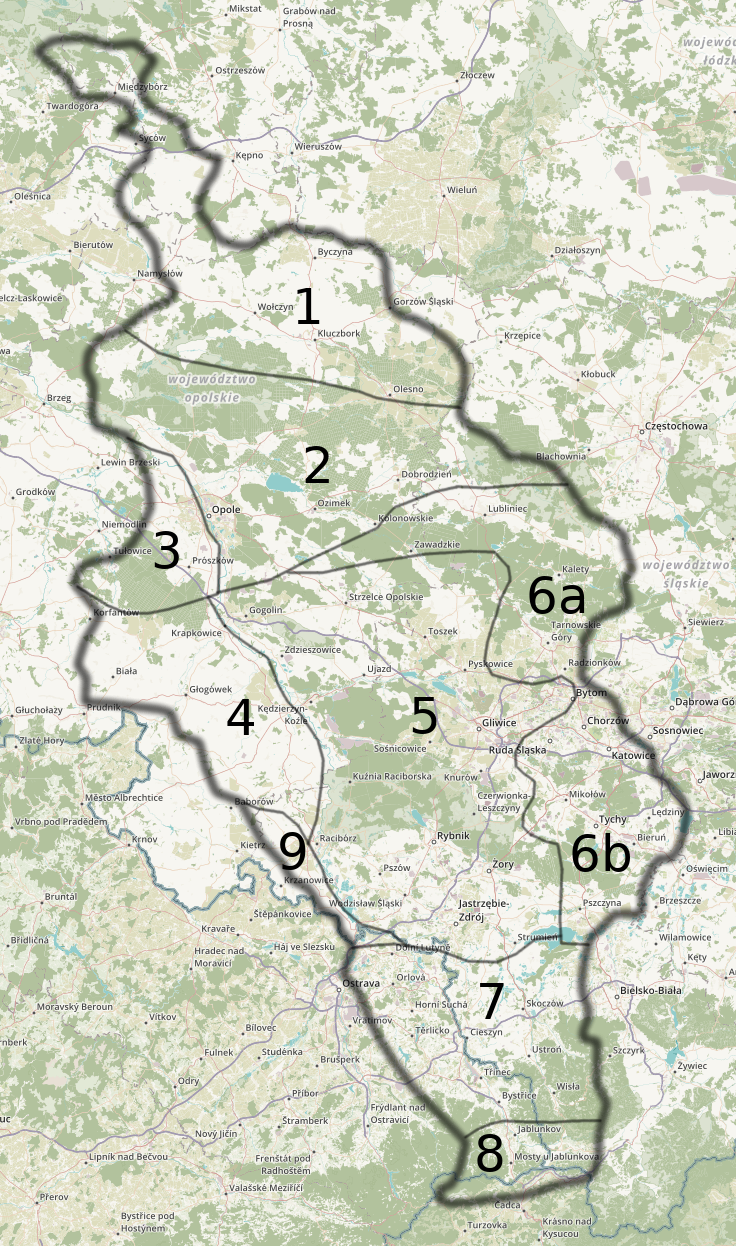
Gwary śląskie według Alfreda Zaręby, jabłonkowska (8) na południu

Gwara jabłonkowska – gwara etnolektu śląskiego używana w południowej części historycznego regionu Śląska Cieszyńskiego, w okolicach Jabłonkowa w Czechach i na obszarze tzw. Trójwsi Beskidzkiej w Polsce.
Jedną z najważniejszych cech tej gwary jest jabłonkowanie oraz zachowane staropolskie „rz” frykatywne.